# Haplochromis parorthostoma
Haplochromis parorthostoma е вид лъчеперка от семейство Цихлиди (Cichlidae).

## Разпространение
Видът е ендемичен за езерото Виктория, Централна Африка.